# Космос-1496
Космос-1496 је један од преко 2400 совјетских вјештачких сателита лансираних у оквиру програма Космос.
Космос-1496 је лансиран са космодрома Плесецк, СССР, 7. септембра 1983. Ракета-носач Сојуз је поставила сателит у орбиту око планете Земље. Маса сателита при лансирању је износила 2500 килограма. Космос-1496 је био осматрачки сателит.